# Tachina rohendorfi
Tachina rohendorfi är en tvåvingeart som beskrevs av Zimin 1935. Tachina rohendorfi ingår i släktet Tachina och familjen parasitflugor. Inga underarter finns listade i Catalogue of Life.